# 建阳县 (福建省)
建阳縣为中国旧县名，在今天的福建省南平市建阳区。始建于西晋太康元年。

## 历史

### 东汉至南朝时期
- 东汉建安八年（203年），贺齐进兵建安，十年（205年），转讨上饶，分上饶地及建安之桐乡置建平县；贺齐为削弱建安县地方势力，将桐乡划入建平县。建平县地域包括上饶部分地（即今铅山县）、建安县桐乡和现在武夷山市。[1]建平立县后，属会稽南部都尉（治今福州）。建安十二年到二十五年间（207～220年），分会稽南部都尉为建安郡，建平县改属建安郡。
- 三国吴永安三年（260年），邵武立县，铅山招善、鹅湖二乡划属邵武，而旌孝等乡仍属建平。[1]
- 西晋太康元年（280年）分建安郡为建安、晋安二郡。同时，因建平县与荆州建平郡同名而改建平县为建阳县。[2]
- 及至南朝，建阳仍属建安郡。南朝宋，建安郡属江州（治今江西九江），齐属江州，梁属东扬州，陈初属闽州（治今福州），后属丰州（治今江西抚州）。

#### 国主

##### 南朝宋建陽國（465年—？）
| 建陽國（465年—？）丨食邑300戶 |              |    |      |          |      |
| 以誅劉子業之功封              |              |    |      |          |      |
| 代數                          | 封爵         | 謚 | 姓名 | 在位時間 | 備註 |
| 1                             | 建陽縣開國子 |    | 聶慶 | 465年—？ |      |
| ？                            |              |    |      |          |      |

##### 南朝齐建陽國（479年—502年）
| 建陽國（479年—502年）丨食邑300戶 |              |      |        |             |      |
| 以佐命之功封                     |              |      |        |             |      |
| 代數                             | 封爵         | 謚   | 姓名   | 在位時間    | 備註 |
| 1                                | 建陽縣開國子 | 襄子 | 崔文仲 | 479年—486年 |      |
| 2                                | 建陽縣開國子 |      | ？     |             |      |
| 梁受禪，國除                     |              |      |        |             |      |

##### 南朝齐建陽國（494年—501年）
| 建陽國（494年—501年）丨食邑300戶 |              |    |      |             |      |
| 以定策之功封                     |              |    |      |             |      |
| 代數                             | 封爵         | 謚 | 姓名 | 在位時間    | 備註 |
| 1                                | 建陽縣開國男 |    | 蕭衍 | 494年—501年 |      |
| 進封建安郡開國公                 |              |    |      |             |      |

### 隋朝至五代十国时期
- 隋开皇九年（589年）废建安郡为县，建阳并入建安县，属泉州（治今福州）。唐武德二年（619年），改建安郡为建州；四年复置建阳县，建阳县属建州。八年，建州属泉州都督府，建阳县并入建安县。唐垂拱四年（688年），复置建阳县。唐末，旌孝等乡划入弋阳县设铅山场（铅山场于南唐保大十一年升为县）。[1]
- 五代后梁、后唐，建阳皆属建州。后晋天福六年（941年），闽王以建州为镇安军（后改镇武军），建阳县属镇安军（后属镇武军）。南唐保大四年（946年），建阳县属永安军（治今建瓯，不久改忠义军）。

### 宋元时期
- 宋代建阳教育、印刷业等方面发展迅速，成为闽北工商业中心。在这一期间，朱熹的理学思想提出，朱熹在建阳等地讲学，并设立了寒泉精舍、考亭书院等书院，建阳亦自此被称为“南闽阙里”。但教育却仅仅局限于上流社会。[6]印刷业方面，宋以来建阳书坊、麻沙等地一直是重要的印刷集中地。到明代，建阳的印刷业仍持续发展。同时，宋代建窑开始出产黑瓷，被称为“建盏”（亦称天目瓷）成为宋代八大名瓷之一，驰名中外。四只国宝级建盏“曜变天目”现藏于日本京都大德寺龙光院。在这一时期，建阳亦涌现出宋慈、蔡元定、熊禾等著名人物。行政区划方面，北宋端拱元年（988年），建州改为建宁军，建阳县属建宁军。淳化五年（994年），建阳县西北乡的崇安场升为崇安县；[1]南宋绍兴二十二年（1152年），建宁军升为建宁府，建阳县属建宁府。景定元年（1260年），建阳县之唐石里（今黄坑镇）产嘉禾，更名嘉禾县。
- 元朝期间建阳教育等方面凋敝衰落。[6]至元十五年（1278年），改建宁府为建宁路，嘉禾县属建宁路。[2]至元十九年（1279年），元军在建阳大开杀戒，建阳县县衙和县儒学被焚毁。[6]至元二十六年（1289年），嘉禾县复名建阳县。[2]

### 明清时期
- 明朝，建阳教育等方面开始复苏。教育方面，尽管重新设立县学，但师资力量薄弱。[6]洪武元年（1368年），建宁路复称建宁府，建阳县属建宁府。[2]明朝末期，农民起义蔓延至建阳，建阳再度成为军事要塞，各方面开始走向衰落。[6]
- 清朝，建阳县属延建邵道建宁府。[2]康熙十三年（1674年），耿精忠在福建起兵造反，纵容士兵在建阳县城烧杀抢，建阳县城一半遭到焚毁，经济受到重大打击。直到雍正时期才恢复元气。教育方面，康熙五十五年（1716年），县城设景贤书院。道光十一年（1831年），建阳县人口达到1228811，为其历史峰值[7]。光绪三十二年（1906年），景贤书院改制为建阳第一高等小学堂（今实验小学）。[6]

### 中华民国时期
- 中华民国大陆时期，建阳始终处在动荡不安的环境下，经济难以发展。教育方面，民国初年，建阳第一高等小学堂亦更名为景贤小学。1940年，建阳县政府迫于压力，设立建阳中学（今建阳一中）。1941年，建阳设立省立建阳师范学校（包括下属的省立建阳师范学校附属小学），极大地有利于建阳教育的发展。[6]行政区划方面，民国元年（1912年）废府。民国二年，改延建邵道为北路道，建阳县属北路道。民国3年改北路道为建安道，建阳县属建安道。民国14年废道。1931年9月，中国共产党建立建浦县，辖建阳、浦城、崇安三县交界地带；12月初，中国共产党在黄坑建立邵光县，辖邵武、光泽、建阳三县交界地带。民国22年，十九路军在闽起义，在福建成立中华共和国人民革命政府，建阳县属延建省。民国23年，福建省政府设置行政督察专员公署，建阳县属第十行政督察区（驻地在浦城）。民国24年，建阳县改属第三行政督察区，民国27年专员公署由浦城迁至建阳。县名沿袭清朝。[2]1933年，中国共产党曾在在建阳成立短暂的苏维埃政府，与中华民国建阳县政府并存。中国共产党福建省委员会也曾经短暂设立于建阳太阳山革命根据地。
- 1941年，抗日战争仍在持续，大量难民涌入建阳，导致人口迅速增长。同时，东南联合大学[8]和由顾祝同率领的国军第三战区司令长官部及其下属机构部队转进建阳。日军旋即轰炸建阳，造成超过4人死亡。第二次国共内战时期，由于物价飞涨，建阳经济受到严重打击。[6]

### 中华人民共和国时期
- 1949年5月成立建阳县人民民主政府，旋即改称建阳县人民政府。1954年召开建阳县第一届各界人民代表会议，开始行使职权。次年成立政协建阳县委员会。1949年8月24日，成立福建省人民政府，建阳属于福建省第一行政督察专员公署(治所建瓯)。1950年9月专署迁建阳，建阳县属建阳行政督察专员公署。1956年6月建阳专署撤销，成立南平专署，建阳县属南平行政督察专员公署。水吉撤销县制，将所属一区（治所水吉）、五区（治所郑墩）、六区（治所漳墩）三个区及二区的下墘、黄地、岭头、陈地、仑尾等5个乡，三区的回龙、垅下、浒洲、马岚、澄溪与南头等6个乡，四区的小湖、贵源、大湖、马坑、东鲁与鸿庇等6个乡划与建阳，置回龙区、郑墩区、小湖区及水吉镇。[1]
- 1967年，文化大革命进入高潮，建阳经济社会发展停滞。5月，建阳地区两派红卫兵的唇枪舌战演变为大规模游行示威。6月14日，爆发大规模武斗。由于动用重武器，造成数十人死伤。随后，解放军部队进驻建阳平息暴乱。[6]1968年5月设南平地区革命委员会，建阳县属南平地区革命委员会。1971年7月南平地革会迁建阳，建阳县属建阳地区革命委员会。
- 1978年，中国开始改革开放，建阳县经济亦得到发展[6]。建阳地区革命委员会改称建阳地区行政公署，建阳县属建阳地区行政公署。1989年1月行政公署迁南平，建阳县属南平地区行政公署。[2]1994年3月4日建阳撤县设市，由南平市代管。
- 2014年5月，国务院批复撤销建阳市，设立南平市建阳区，南平市政府由延平区迁至建阳区。[9]